# Baya (Kouto)
Pour les articles homonymes, voir Baya.
Baya  est une localité du Nord de la Côte d'Ivoire, et appartenant au département de Boundiali, Région des Savanes. La localité de Baya est un chef-lieu de commune.